# Antoine Curé
Pour les articles homonymes, voir Curé.
 (juin 2014).
Antoine Curé, né le 11 avril 1951, est un trompettiste classique français. Il est professeur de trompette au Conservatoire national supérieur de musique et de danse de Paris.

## Biographie
Antoine Curé commence la trompette à l’école de musique de Bayeux. Il poursuivra ses études musicales aux conservatoires de Caen et de Grenoble.
En 1970, il entre au Conservatoire national supérieur de musique de Paris dans la classe de Ludovic Vaillant. Il y obtient deux premiers prix: trompette et musique de chambre.
Il remporte la médaille d’or au concours international G.Viotti à Verceil en Italie,  ainsi que le 2e prix du Concours international de Toulon. Il est aussi lauréat de la Fondation de la Vocation.
D'abord trompette solo aux Concerts Colonne, il entre en 1981 à l’Ensemble intercontemporain dirigé par Pierre Boulez, en tant que soliste. Il occupe ce poste jusqu’à décembre 2012. 
Il a été professeur au conservatoire de Ville-d'Avray
En 1988, il est nommé professeur au Conservatoire national supérieur de musique et de danse de Paris. 
Il est très régulièrement invité aux académies d'été de Nice, d’Orford (Canada) et au Japon. 
Il a participé à de nombreux enregistrements en tant que musicien d'orchestre mais également en tant que soliste notamment avec les Concertos pour trompette de Johann Melchior Molter, le deuxième Concerto brandebourgeois de Jean-Sébastien Bach, la pièce pour trompette d'André Gedalge. Il a également réalisé un disque sur les trois concertos pour trompette de Jean-Michel Defaye. 
En 1994, il crée Midtown, pour deux trompettes, de Philippe Fénelon, ainsi que la création française du Requiem de Hans Werner Henze en 1996. Il est également le créateur de Metal Extension de Yan Maresz, 2005 à Tokyo de Masakazu Natsuda et de l'œuvre pour trompette seule de Hitomi Kaneko, La couche du temps.